# کارلو اینوچنتسی
کارلو اینوچنتسی (ایتالیایی: Carlo Innocenzi؛ ‏ ۲۹ آوریل ۱۸۹۹ – ۲۴ مارس ۱۹۶۲) موسیقی‌دان و آهنگساز اهل ایتالیا بود.
از فیلم‌ها یا مجموعه‌های تلویزیونی که وی در آن‌ها نقش داشته‌است، می‌توان به ترانه عاشقانه، سامسون، آنتونیوی لیسبونی، عاشقان پیشین، در پاسگاه پلیس رخ داد، زنجیرهای ناپیدا، دو رقیب و ترانه بهار اشاره نمود.